# Tennistoernooi van Sydney 2000
|                                          |  |                                       |
| Amélie Mauresmo, winnares bij de vrouwen |  | Lleyton Hewitt, winnaar bij de mannen |

Het tennistoernooi van Sydney van 2000 werd van zondag 9 tot en met zondag 16 januari 2000 gespeeld op de hardcourt-buitenbanen van het NSW Tennis Centre in de Australische stad Sydney. De officiële naam van het toernooi was Adidas International. Het was de 108e editie van het toernooi.
Het toernooi bestond uit twee delen:
- WTA-toernooi van Sydney 2000, het toernooi voor de vrouwen (9–15 januari)
- ATP-toernooi van Sydney 2000, het toernooi voor de mannen (10–16 januari)

ATP-toernooi van Sydney – WTA-toernooi van Sydney

Toernooien sinds 1990:
1990 · 1991 · 1992 · 1993 · 1994 · 1995 · 1996 · 1997 · 1998 · 1999 · 2000 · 2001 · 2002 · 2003 · 2004 · 2005 · 2006 · 2007 · 2008 · 2009 · 2010 · 2011 · 2012 · 2013 · 2014 · 2015 · 2016 · 2017 · 2018 · 2019 · 2020 · 2021 · 2022